# Shubhanshu Shukla
Shubhanshu Shukla (né le 10 octobre 1985 à Lucknow) est un Wing commander de l’armée de l’air indienne et un astronaute désigné pour participer aux premiers vols habités de l’Inde dans l’espace dans le cadre du programme Gaganyaan,. Il est également nommé pilote de la mission SpaceX Axiom Space-4 (Ax-4), marquant ainsi une étape historique pour l’Inde dans l’exploration spatiale internationale.

## Biographie
Né à Lucknow, dans l’Uttar Pradesh, Shubhanshu Shukla a rejoint la Force aérienne indienne après avoir été inspiré par un meeting aérien auquel il avait assisté dans son enfance. Pilote de chasse expérimenté, il a accumulé plus de 2 000 heures de vol sur divers appareils, dont le Sukhoi-30 MKI, le MiG-29 et le Hawk. Sa carrière militaire, marquée par une rigueur et une excellence technique, l’a conduit à être sélectionné pour des missions spatiales d’envergure.

### Sélection et formation pour Gaganyaan
En 2019, Shukla a été intégré au processus de sélection des astronautes par l’Institut de médecine aérospatiale (IAM) de l’armée de l’air indienne, en collaboration avec l’Organisation indienne de recherche spatiale (ISRO). Parmi des centaines de candidats, il a été retenu comme l’un des quatre finalistes pour le programme Gaganyaan, la première mission spatiale habitée de l’Inde visant à envoyer un équipage en orbite terrestre basse à 400 km d’altitude pour une durée de trois jours.
En 2020, Shukla s’est rendu en Russie avec ses collègues astronautes – Group Captain Prasanth Balakrishnan Nair, Group Captain Ajit Krishnan et Group Captain Angad Pratap – pour suivre une formation de base au Centre d’entraînement des cosmonautes Youri Gagarine, près de Moscou. Cette formation, achevée en 2021, comprenait des simulations en apesanteur, des entraînements à la survie et une familiarisation avec les systèmes spatiaux. De retour en Inde, il a poursuivi sa préparation au Centre de formation des astronautes à Bangalore, où il s’est entraîné sur des simulateurs spécifiques au vaisseau Gaganyaan.
Le 27 février 2024, son nom a été officiellement dévoilé par le Premier ministre Narendra Modi lors d’une cérémonie au Centre spatial Vikram Sarabhai à Thiruvananthapuram, aux côtés des trois autres astronautes désignés. Modi leur a remis des insignes d’astronaute, soulignant l’importance de cette mission pour la souveraineté spatiale de l’Inde,.

### Mission Axiom Space-4
En août 2024, l’Agence spatiale européenne (ESA) a confirmé que Shukla participera à la mission SpaceX Axiom Space-4 (Ax-4) en tant que pilote, aux côtés de la commandante Peggy Whitson (ancienne astronaute de la NASA), et des spécialistes de mission Sławosz Uznański-Wiśniewski (Pologne) et Tibor Kapu (Hongrie). La mission Ax-4, commandée par Peggy Whitson, décolle le 25 juin 2025 du Centre spatial Kennedy en Floride pour une mission de deux semaines et demie à bord de l’Station spatiale internationale (ISS), au cours de laquelle 60 expériences scientifiques sont réalisées. La capsule Crew Dragon transportant Shukla, ainsi que Sławosz Uznański-Wiśniewski et Tibor Kapu, quitte l’ISS le 14 juillet 2025 à 11h15 GMT et amerrit dans l’océan Pacifique au large de la Californie le 15 juillet 2025 à 09h31 GMT.
Shukla devient ainsi le premier astronaute indien à séjourner sur l’ISS, 41 ans après le vol de Rakesh Sharma en 1984 à bord de la station soviétique Saliout 7. Il participe à une soixantaine d’expériences scientifiques en microgravité, dont six conçues par l’ISRO, portant notamment sur la germination de graines et les effets de l’apesanteur sur le corps humain. Il prévoit également de promouvoir la culture indienne en emportant des artefacts et en pratiquant le yoga dans l’espace.

## Importance historique
La participation de Shukla à la mission Ax-4, en parallèle de sa désignation pour Gaganyaan, illustre l’émergence de l’Inde comme acteur majeur dans l’exploration spatiale. Cette double implication, dans une mission nationale et une collaboration internationale, témoigne de la synergie entre l’ISRO, la NASA et des entreprises privées comme Axiom Space et SpaceX.